# Blue Angel
Blue Angel je studiové hudební album od anglické skupiny Strawbs. Je prvním albem Strawbs, které obsahuje nově nahraný materiál posbíraný za 12 let působení různých sestav skupiny. V mnoha skladbách účinkuje velšská folková zpěvačka Mary Hopkin a pokračuje tak v pracovním partnerství navázaném s Davem Cousinsem a Brianem Willoughbym na jejich albu The Bridge, ze kterého byly některé skladby použity i na tomto albu.
Skladba "Blue Angel" je rearanžmá skladby, která se objevila na prvním sólovém albu Dave Cousinse Two Weeks Last Summer. "Lay Down" je znovu nahraná verze hitového singlu z alba Bursting at the Seams.

## Seznam stop
1. "Blue Angel" (Dave Cousins) – 11:13
"Divided"
"Half Worlds Apart"
"At Rest"
2. "Oh So Sleepy" (Cousins) – 3:44
3. "Further Down the Road" (Cousins) – 3:25
4. "There Will Come the Day" (Cousins, Don Airey) – 6:05
5. "Strange Day Over the Hill" (Cousins) – 3:56
6. "Cry No More" (Cousins, Brian Willoughby)) – 3:18
7. "The Plain" (Cousins) – 5:48
8. "Do You Remember" (Cousins, Willoughby) – 3:12
9. "Rhythm of the Night" (Cousins) – 3:19
10. "Morning Glory" (Cousins) – 4:52
11. "Sealed With a Traitor's Kiss" (Cousins) – 2:57
12. "Lay Down" (Cousins) – 4:09
Bonusová skladba
13. "The King" (Cousins) – 2:38

## Obsazení
- Dave Cousins – sólový zpěv, sborový zpěv, akustická kytara, piano (11)
- Brian Willoughby – elektrická kytara
- Dave Lambert – kytara (2,9), zpěv (2,9)
- Blue Weaver – klávesy kromě 11 a "The King", programování (4), orchestrální aranžmá (10)
- Andy Richards – klávesy ("The King")
- Rod Demick – sborový zpěv (1,4,5,12), baskytara (1,4,5,12), harmonika (5)
- Richard Hudson – sborový zpěv (1,4,5,12), bicí (1,5,12)
- Chas Cronk – baskytara (2,3,6,8,9,10,"The King"), sborový zpěv (4,9,"The King"), bass pedals (7), programování (7,8)
- Rod Coombes – bicí (2,9)
- Tony Fernandez – bicí (3,10,"The King"), tom-tom (7)

hosté
- Mary Hopkin – zpěv (1,3,4,6,8,10,12)
- Cathryn Craig – zpěv (4)
- Terry Cassidy – zpěv (4)
- Jana Heller – zpěv (9)
- Roy Hill – zpěv (9)
- Tommy Lundy – zpěv (9)
- Maddy Prior – zpěv ("The King")
- Rick Kemp – zpěv ("The King")

## Záznam
- Dave Cousins, Brian Willoughby, Chas Cronk – producenti
- Mixovali Dave Cousins a Kenny Denton v KD's Studio, Chiswick, Londýn, říjen 2002

## Historie vydání
| Region             | Datum | Značka    | Formát | Katalog  |
| ------------------ | ----- | --------- | ------ | -------- |
| Spojené království | 2003  | Witchwood | CD     | WMCD2008 |